# سیاه‌کله (رودسر)
سیاهکُله ، روستایی از توابع بخش کلاچای شهرستان رودسر در استان گیلان ایران است. سیاهکله یکی از روستاهای بخش کلاچای رودسر در شرق گیلان است. در جنوب شهر واجارگاه، رشته کوه‌های البرز وجود دارد. در دامنه این کوه‌هامجوار ابن روستا باغات پرتقال وجود دارد. در این روستا مسجدی با مناره‌های طلایی در بالای تپه وجود دارد که از اطراف در میان درختان پرتقال محصور شده‌است. 

## وجه تسمیه
نقل شده‌است که سه برادر سید و از نوادگان موسی ابن جعفر (علیه السلام) برای امرار و معاش از مشهد کوچ می‌کنند یکی در ساری می‌ماند (که سید حسینی‌ها در ساری بسیارند)، دو برادر دیگر به سمت طالقان و جعفرآباد می‌روند اما پس از مدتی از آنجا مهاجرت کرده و از کوه‌های اشکور پائین آمده و به سمت کلاچای می‌روند یکی از این برادرها (سید حسن) در روستای مازوکله پشته پیش فردی به نام حاج قربان به کار دامداری مشغول شد و دیگری پیش برادرش در ساری بازگشت.
در آن روزگار در روستاها به غریبه‌ها زمینی داده نمی‌شد به این علت حاج قربان به سید حسن می‌گوید برود کوله سر (بالای کوه) زمین‌های آنجا را آباد کرده و در آنجا زندگی کند و تعبیر کول سرسید از اینجا در زبان گیلکی معروف شد. بعد از مدتی سیدحسن تعبیر کُول سرسید را برگرداند (سَرِکوله) که با گذشت زبان روستا بدین نام (سیاهکُله) معروف شد.
این مطلب قول عامیانه است، ولی آنطوری که در کتب تاریخ آمده در یک برهه از تاریخ این منطقه سادات کلاه سیاه بلندی بر سر می گذاشتند تا از غیر سادات شناخته شوند که به آن کلاه به عربی قلنسوه یا به گیلکی سیاه کلا دقیقتر سیاهکله می گفتند، چون اکثر مردم این محل سید سیاه کله بودند به این اسم مشهور شده است. 
معنی کلمه «کول» در زبان گیلکی:
۱)مردم گیلان، پشته و تل را گویند. (برهان).
۲)درلهجهٔ گیلکی پشته و تل را گویند. (از فرهنگ رشیدی).
۳)تپه و تل و کوه. (از ناظم الاطباء).
۴)در گیلکی کول به معنی تپه. (از حاشیهٔ برهان چ معین و لغت‌نامه فُرُس)
۵)کُل یا کول در مناطق شرقی گیلان و غربی مازندران به معنی تپه کم ارتفاع

## گردشگری
این روستا شامل باغات چای و مرکبات و طبیعت زیبایی است که  باعث جذب گردشگر به این روستا می شود. 

## جمعیت
این روستا در دهستان بی‌بالان قرار دارد و براساس سرشماری مرکز آمار ایران در سال ۱۳۸۵، جمعیت آن ۱۴۵ نفر (۳۹خانوار) بوده‌است. اما هم‌اکنون جمعیتی بالغ بر ۳۰۰نفر دارد

## معماری سنتی
از محوطه مسجد که بیرون می‌آیی به سمت مرکز روستا با خانه‌هایی کاهگلی روبرو می‌شوی که یادگاری از گذشته بوده و بوی صفا و صمیمیت می‌دهد، خانه‌هایی که عمرشان بیش از یکصد سال است اما همچنان زندگی در آن جاری است و اهالی خانه آن را ترمیم کرده و در کنار آن خانه‌های جدیدی برای زندگی خود احداث کرده‌اند. قدیمی‌ترین خانه روستا بیش از ۲۴۰ سال قدمت دارد که نخستین خانه بنا شده روستاست و سید حسن (جد مردم روستا) آن را بنا نهاده و مابقی خانه‌ها حول این خانه مرکزی شکل گرفته‌است. این خانه با گذشت زمان همچنان نفس می‌کشد و زندگی در آن جاری است

## آداب و رسوم
این روستا دارای سنت‌های خاص خود است که یکی از این سنت‌ها دید و بازدید عید به صورت گروهی است. اهالی روستا زنجیره وار به هم متصل هستند و در ایام عید به صورت گروهی به منزل بزرگان و ریش سفیدان می‌روندواز مراسم دیگر می‌توان به زاری زاری صبح عاشورا و عزاداری دسته جمعی دور محل اشاره کرد